# Як вам це сподобається (фільм, 1936)
Як вам це сподобається (англ. As You Like It) — англійська комедійна мелодрама режисера Пауля Ціннера 1936 року за однойменною комедією Вільяма Шекспіра.

## Сюжет
Знаменита історія про любов, відданість і життєву стійкість.

## У ролях
- Генрі Ейнлі — засланий герцог
- Елізабет Бергнер — Розалінда
- Фелікс Ейлмер — герцог Фрідріх
- Лоуренс Олівьє — Орландо
- Стюарт Робертсон — Ам'єн
- Леон Куотермейн — Жак
- Остін Тревор — Ле Бо
- Лайонел Брехам — Чарльз, реслер
- Джон Лорі — Олівер
- Дж. Фішер Вайт — Адам